# Крвава јесен у Оџацима
Крвава јесен у Оџацима представља масакр којег су над цивилним становништвом Филипова и Оџака починиле јединице Народноослободилачке војске Југославије 23. и 25. новембра 1944. године. У овом злочину је страдало 395 становника Филипова и Оџака.

## Узроци
Дунавске Швабе су населиле Оџаке и околна места углавном у XVIII веку, након протеривања Османских Турака са тих простора и укључивања истих у састав Хабзбуршке монархије. Све до 1944. године Дунавске Швабе су чиниле већину у свим местима општине осим у Богојеву, где су већину чинили Мађари, и Дероњу јединим местом где су Срби били већина.
Након завршетка Првог светског рата Оџаци су у саставу Краљевине Срба, Хрвата и Словенаца, касније Југославије. Културбунд је био немачка организација, која је била почетно замишљена као неполитичка организација. Циљ те организације је било чување и развијање немачке културе и језика на простору читаве Југославије. Организација је основана 1920. године и била је забрањивана два пута. Први пут 1924. године и други пут током Шестојануарске диктатуре. Први огранак у Бачкој формиран је у Парабућу, данашњем Раткову. Дозволу за рад организација поново добија 1930. године. Радикализација и прихватање национал-социјалистичке идеје унутар организације почиње доласком Адолфа Хитлера на власт у Немачкој. Број чланова је био у порасту, посебно након 1939. године и почетка Другог светског рата. Организован је и одлазак младих Немаца у Вермахт и СС јединице. Након одбијања Немаца да служе мађарској војсци уследио је договор између Хитлера и Хортија, по ком је договорено да Немци могу служити војску у добровољачким СС јединицама. У првих месец дана је прикупљен велики број добровољаца и њихов испраћај је направљен 27. марта. Млади Немци су оформили омладинске чете Фолксбундоваца, окупљени око организације Дојче Маншафт који су малтретирали Немце који се нису добровољно пријавили за служење у СС јединицама.
Током Другог светског рата Бачка је била окупирана од стране Мађарске. Нова мађарска власт је у Оџацима, као и у другим насељима у Бачкој, имала посебан третман према становништву које није било Мађарско или Немачко. У најнеповољнијем положају су били Срби, Буњевци, Словаци, Роми и Јевреји. Посебан третман су имали припадници Срба који су се у Оџаке доселили након Првог светског рата. Они су масовно одвођени у логоре, а највећи логор за српске колонисте је био мађарски логор у Шарвару. Остали су били прво одвођени у логор у Оџацима, који се налазио у Грађанској школи. Логор у Грађанској Школи је био подређен већем логору у Бачкој Паланци.

## Ратни злочин 23. новембра
Партизанска чета 23. новембра 1944. стрељала је 183 особе немачке националности, међу њима су била и деца, старци и две жене.
Људи који су били одведени на стрељање били су смештени у кући фотографа Јохана Раба. Четрдесет младића је ископало велику масовну гробницу у пољу дуж пута за Каравуково. Три Србина, Добранов, Урбас и Павков, који су тада чинили градско веће покушали су да ослободе затворенике и спрече масовно убијање, али нису успели у томе. Пуштена су тројица Немаца, крчмар Франц Краус, трговац Ладислаус Колман и Ханс Петко. Око поноћи затвореници су морали да се свуку и построје по четворо након чега су одведени до масовне гробнице где су били убијени. Једини који је успео да побегне је Ханс Мајер. Тела побијених су бачена у раку која је затим била затрпана.

## Ратни злочин 25. новембра
Увече 24. новембра у Филипово стигао је вод партизана из крајишке бригаде. Опколили су село 25. новембра и након јутарње мисе сеоски добошар прошао је селом и објавио да сви мушкарци између 16 и 60 година морају да се јаве у зграду општине. Свако ко то не буде учинио и буде ухваћен биће стрељан на лицу места.
Испред зграде општине окупило се око 300 мушкараца и младића. Око 10 сати силом су одведени у ограђено сеоско гробље и постројени по четворица. Два партизанска официра су командовала, један Србин и један Мађар. Донет је сто за којим су били неколико српских писара. Затим је мушкарцима и младићима наређено да прилазе столу где су им записивали имена и поделили их у две групе. Већа група од 212 постројена је у колону по четири око 3 сата и одведена је према Оџацима. Преостали затвореници су били отерани у цркву где су били закључани преко ноћи. Када би неко покушао да изађе из куће, када су затвореници отишли, на њега би одмах било запуцано.
Колона је заустављена на салашу Јозефа Рота. Људе су прво подстицали да одају чланове Швапско-немачког културног савеза и да ће бити ослобођени, ако то ураде. Након тога је започело мучење. Партизански вод је појачан са још педесет људи из Бачке – Срба, Словака, Буњеваца и Мађара. Један Буњевац из појачања је препознао Лудвига Фогла, апотекара из Филипова и затражио је да буде ослобођен, јер је знао да није крив. Започела је препирка и већина људи из Војводине је стала на страну Буњевца и одбила да учествује у мучењу и погубљењу људи из Филипова. Након тога је курир послат да обавести надређене о насталој ситуацији који се вратио са наређењем да незадовољни буду одмах повучени.
Са Ротовог салаша људе су одвели до ровова који су били коришћени као заклон за противавионске топове бившег немачког аеродрома у подручју Оџака. Морали су да се свуку испред тих ровова, а затим су поубијани. Нико није преживео.

## Рехабилитације
Пресудом Вишег суда у Сомбору на основу Закона о рехабилитацији из 2006. године, на захтев Удружења Оџачана Мосбург, по имену и презимену рехабилитовано је 113 особа, одраслих људи и деце. У судском поступку је доказано да су били невини и да су убијени из политичких и идеолошких разлога. То је прва колективна рехабилитација у Србији, до тада су судови у Србији доносили пресуде о појединачној рехабилитацији.

## Спомен крст
Између Оџака и Бачког Грачаца 2011. године откривен је спомен-крст за 212 убијених подунавских Шваба. Испод крста су уклесана имена свих жртава које се налазе у три одвојене масовне гробнице.